# Artacama
Artacama fue una de las tres esposas de Ptolomeo I Sóter, el primer faraón de la Dinastía Ptolemaica del Antiguo Egipto, con quien se casó en Susa en abril de 324 a. C. No se conoce ningún hijo de ese matrimonio. 
Era hija de Artabazo II, un nieto de rey Artajerjes II, sátrapa de la Frigia Helespóntica durante los reinados de Artajerjes III y Darío III, y sátrapa de Bactriana con Alejandro Magno. Su madre fue, probablemente, la única esposa conocida de Artabazo, una hermana de Memnon y Mentor de Rodas de la que se ignora el nombre, y su hermana Artonis fue amante de Alejandro.